# 古尔东 (索恩-卢瓦尔省)
古尔东（法語：Gourdon，法語發音：[ɡuʁdɔ̃] ⓘ）是法国索恩-卢瓦尔省的一个市镇，属于欧坦区。

## 地理
古尔东（46°38'26"N, 4°26'50"E）面积25.41 平方千米，位于法国勃艮第-弗朗什-孔泰大區索恩-卢瓦尔省，该省份为法国中部省份，北起顺时针与科多尔省、汝拉省、安省、罗讷省、卢瓦尔省、阿列省和涅夫勒省接壤。
与古尔东接壤的市镇（或旧市镇、城区）包括：布朗济、马里尼、馬里、蒙圣樊尚、勒鲁塞-马里济、圣罗曼苏古尔东、圣瓦利耶。

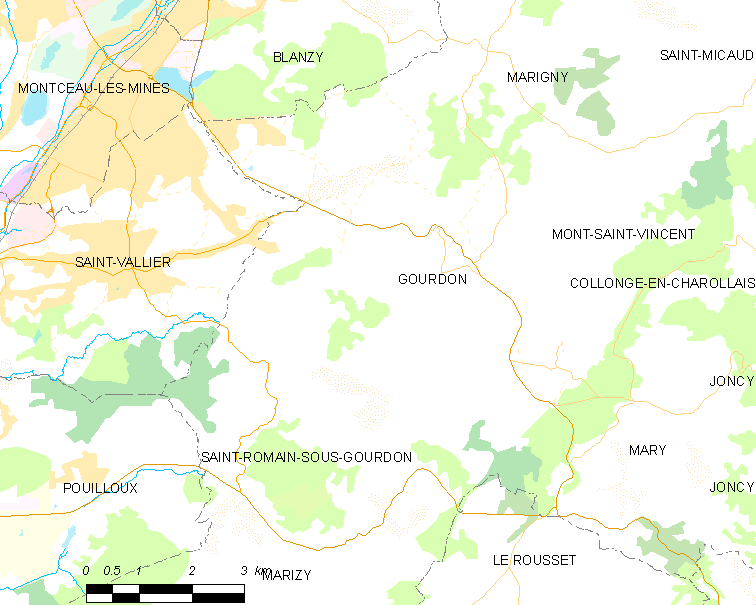
的OSM定位图

古尔东的时区为UTC+01:00、UTC+02:00（夏令时）。

## 行政
古尔东的邮政编码为71300，INSEE市镇编码为71222。

## 政治
古尔东所属的省级选区为布朗济县。

## 人口

1962-2008年间人口变化图示

古尔东于2022年1月1日时的人口数量为891人。